# قالمیق‌ها
کالموک ها یا کالموک ها  (که کالموک ها هم نوشته‌اند) مردمانی با ریشهٔ نژادیِ مغول هستند که در جمهوری خودمختار کالموکستان در جنوب غربی روسیه می‌زیند. زبان آن‌ها وابسته به زبان اویرات یا جزء شاخهٔ غربی خانوادهٔ زبانی زبان‌های مغولی به‌شمار می‌آید. زبان اویرات در غرب مغولستان و سین‌کیانگ چین سخن گفته می‌شود. خانهٔ کالموک هادر غرب رود ولگا و در بخش انتهایی آن و در ساحل دریای خزر واقع شده‌است. تعدادی کمی از کالموک نیز در طول مسیر رود دُن زندگی می‌کنند. اقلیتی دیگر از کالموک ها نیز در نزدیکی مرز قرقیزستان و چین به سر می‌برند که بدان‌ها سارت کالموک می‌گویند.